# حصار باري
جرى حصار باري بين 1068-1071 خلال العصور الوسطى عندما حاصرت قوات النورمان بقيادة روبرت جيسكارد مدينة باري والتي كانت معقلًا رئيسيًا للبيزنطيين في إيطاليا وعاصمة كتبانة إيطاليا منذ 5 أغسطس 1068. سقطت باري في 16 أبريل 1071 حيث أنهى جيسكارد الوجود البيزنطي في جنوب إيطاليا.